# Homalotylus hyperaspidis
Homalotylus hyperaspidis är en stekelart som beskrevs av Timberlake 1919. Homalotylus hyperaspidis ingår i släktet Homalotylus och familjen sköldlussteklar.
Artens utbredningsområde är Costa Rica. Inga underarter finns listade i Catalogue of Life.